# شاهزاده‌نشین اسروشنه
شاهزاده‌نشین اسروشنه یک دودمان محلی ایرانی‌تبار بود که بر منطقه اسروشنه در سغد از تاریخ نامعلومی تا سال ۸۹۲ میلادی فرمان می‌راند..به شاهان اشروسنه  افشین  میگفتند این واژه گویه دگر واژه اخشید و خشاثیه و شاه است
نام  افشینان  اسروشنه بدین گونه بود 
خاندان نخست   از سال 600 تا 720 م  : پشت سر هم    چیردمیش، ستاچاری  نخست ، رخانچ  نخست  ستاچاری دوم، ستاچاری سوم، رخانچ دوم، رخانچ سوم. 
خاندان دوم  از  720 و 894 م:  خره بگرا (720-738)، هناهارا (738-800)، کاووس (800-825)،خیدر (الافشین) (825-825) . 840)، حسن (840-860)، عبدالله (860-880)، سائر (880-893/894)